# Мортень (комуна)
Мортень, Мортені (рум. Morteni) — комуна у повіті Димбовіца в Румунії. До складу комуни входять такі села (дані про населення за 2002 рік):
- Мортень (2580 осіб)
- Няжлову (537 осіб)

Комуна розташована на відстані 72 км на захід від Бухареста, 33 км на південний захід від Тирговіште, 119 км на схід від Крайови, 113 км на південь від Брашова.

## Населення
За даними перепису населення 2002 року у комуні проживали 3117 осіб, усі — румуни. Усі жителі комуни рідною мовою назвали румунську.
Склад населення комуни за віросповіданням:
| Релігія        | Кількість осіб | Відсоток |
| -------------- | -------------- | -------- |
| православні    | 3113           | 99,9%    |
| адвентисти     | 3              | 0,1%     |
| греко-католики | 1              | < 0,1%   |